# 元原利文
元原 利文（もとはら としふみ、1931年4月22日 - 2018年9月21日）は、最高裁判所判事。弁護士。

## 経歴
兵庫県高砂市出身。京都大学法学部卒業。1955年（昭和30年）に弁護士登録。神戸弁護士会に所属し、兵庫県地方労働委員会委員長などを経験した。1995年（平成7年）の阪神・淡路大震災では事務所が被害を受けた。震災による土地建物に関する多発を見越して、神戸地裁に調停委員の増員や調停室の補充などを進言した。
1997年 （平成9年）9月8日に最高裁判所判事に就任。弁護士枠の最高裁判所判事として日弁連は当初は別の人が就任予定だったが、その人物は文部省の教科書検定の違憲性を争う教科書訴訟で原告代理人を務めるなど革新色が強い候補だったため、最高裁が任命権限を持つ内閣の了解が得られないとして他の候補を探した結果、元原となった経緯がある。就任にあたって「（最高裁批判について）幾つかの最高裁判決には世間の批判が当たっている物もあると思う」「公衆浴場開設の距離制限が有効で、薬局新設の距離制限が違憲・無効と判断されたが、その違いがいまもってわからない」と述べた。東京・大阪以外の弁護士会からの最高裁判事就任は、元原以降出ていない。
1998年（平成10年）12月1日に寺西判事補事件の最高裁大法廷決定では判事補の戒告処分に反対する意見を表明した。
2003年（平成15年）、勲一等瑞宝章受章。
2001年（平成13年）4月に定年退官。2018年（平成30年）9月21日、脳腫瘍のため神戸市内の自宅で死去した。87歳没。叙従三位。